# Ann Lee
Ann Lee (født Annerley Emma Gordon; 12. november 1967) er en britisk, italiensk-baseret eurodancesange og sangskriver, der oplevede en del popularitet i slutningen af 1990'erne. Hun er primært kendte for sinde to hitsingler fra 1999 "2 Times" og "Voices". Hun har udgivet to albums.

## Diskografi

### Album
- 1999: Dreams
- 2007: So Alive

### Singler
| "2 Times"                                                                      | 1999 | 5 | 4 | 3  | 1  | 14 | 9  | 5  | 4  | 13 | 14 | 2  | - AUS: Platin - AUT: Gold - BEL: Platin - FRA: Gold - GER: Guld - UK: Guld | Dreams       |
| "Voices"                                                                       | 1999 | — | — | 18 | 13 | —  | 57 | 53 | 55 | 6  | —  | 27 |                                                                            | Dreams       |
| "Ring My Bell"                                                                 | 2000 | — | — | —  | —  | —  | 61 | —  | —  | 17 | —  | —  |                                                                            | Dreams       |
| "So Deep"                                                                      | 2001 | — | — | —  | —  | —  | —  | —  | —  | —  | —  | —  |                                                                            | Dreams       |
| "No No No"                                                                     | 2003 | — | — | —  | —  | —  | —  | —  | —  | —  | —  | —  |                                                                            | Singles only |
| "2 Times 2007"                                                                 | 2007 | — | — | —  | —  | —  | —  | —  | —  | —  | —  | —  |                                                                            | So Alive     |
| "2 People"                                                                     | 2009 | — | — | —  | —  | —  | —  | —  | —  | —  | —  | —  |                                                                            |              |
| "—" denotes a title that did not chart, or was not released in that territory. |      |   |   |    |    |    |    |    |    |    |    |    |                                                                            |              |